# باتريس مارتن
باتريس مارتن (بالفرنسية: Patrice Martin)‏ (مواليد 28 أغسطس 1956) هو ملاكم بنيني، مثّل بلاده في الألعاب الأولمبية الصيفية 1980.

## روابط خارجية
باتريس مارتن على موقع أوليمبيديا (الإنجليزية)